# Boleboř
Boleboř – gmina w Czechach, w powiecie Chomutov, w kraju usteckim. Według danych z dnia 1 stycznia 2013 liczyła 233 mieszkańców.